# Зорька (Осиповичский район)
Зо́рька (бел. Зо́рка) — деревня в составе Лапичского сельсовета Осиповичского района Могилёвской области Белоруссии.

## Географическое положение
Зорька расположена в 30 км на север от Осиповичей, в 3 км от ж/д станции Уборок на линии Верейцы — Гродзянка и в 163 км от Могилёва. Граница с лесом проходит на северо-западе деревни. Транспортные связи осуществляются по автодороге Лапичи — Гродзянка, на которой деревня и расположена. Планировку определяет автодорога, при этом сама деревня застроена неплотно деревянными крестьянскими домами.

## История
Зорька основали в начале 1920-х годов на бывших помещичьих землях, и первыми жителями её были люди из соседних деревень. С 1930 года здесь действовал колхоз «3-й Интернационал». В деревне был организован хоровой самодеятельный коллектив, который пользовался большой популярностью и добился выступления в 1939 году на Всесоюзной сельскохозяйственной выставке.
Во время Великой Отечественной войны Зорька была оккупирована немецко-фашистскими войсками; оккупантами были убиты 5 жителей деревни. На фронте погибли 5 жителей.

## Население
- 1941 год — 82 человека, 18 дворов[1]
- 2007 год — 9 человек, 6 хозяйств[1] 2017 год в деревне  4 жилых дома, там проживает 5 человек

## Комментарии
1. ↑  Название и ударение даны по: Назвы населеных пунктаў Рэспублікі Беларусь: Магілёўская вобласць: нарматыўны даведнік / І. А. Гапоненка і інш.; пад рэд. В. П. Лемцюговай. — Минск: Тэхналогія, 2007. — С. 64. — 406 с. — ISBN 978-985-458-159-0.